# Бернсдейл
Бе́рнсдейл (англ. Bairnsdale) — місто в Австралії, штат Вікторія. Центр округу Східний Гіпсленд. Розташоване на сході штату в місцевості Гіпсленд, на річці Мітчелл біля впадіння її до озера Кінг, за 285 км на схід від Мельбурна.

## Історія
Аборигенна назва міста Ві-Юнг, що означає болотяний птах, через болота, що розташовані в долині річки Мітчелл. Сучасна назва була дана дослідником Арчибальдом Маклеодом, який здійснив подорож вверх по річці Мітчелл в 1844 році. Назва його клану на батьківщині у Шотландії саме Берніс чи Бернс. За іншою версією, після повернення з подорожі він знайшов на станції декілька дітей — з шотландської bairns означає діти.
Місто було засноване 1859 року на західному березі. Одночасно на східному березі утворилось індійське поселення Лакнау, від назви індійського міста. Перше поштове відділення відкрилось 1858 року, яке до 1862 року називалось Лакнау. Пізніше поселення злились. З 14 липня 1990 року Бернсдейл отримало статус міста.

## Господарство

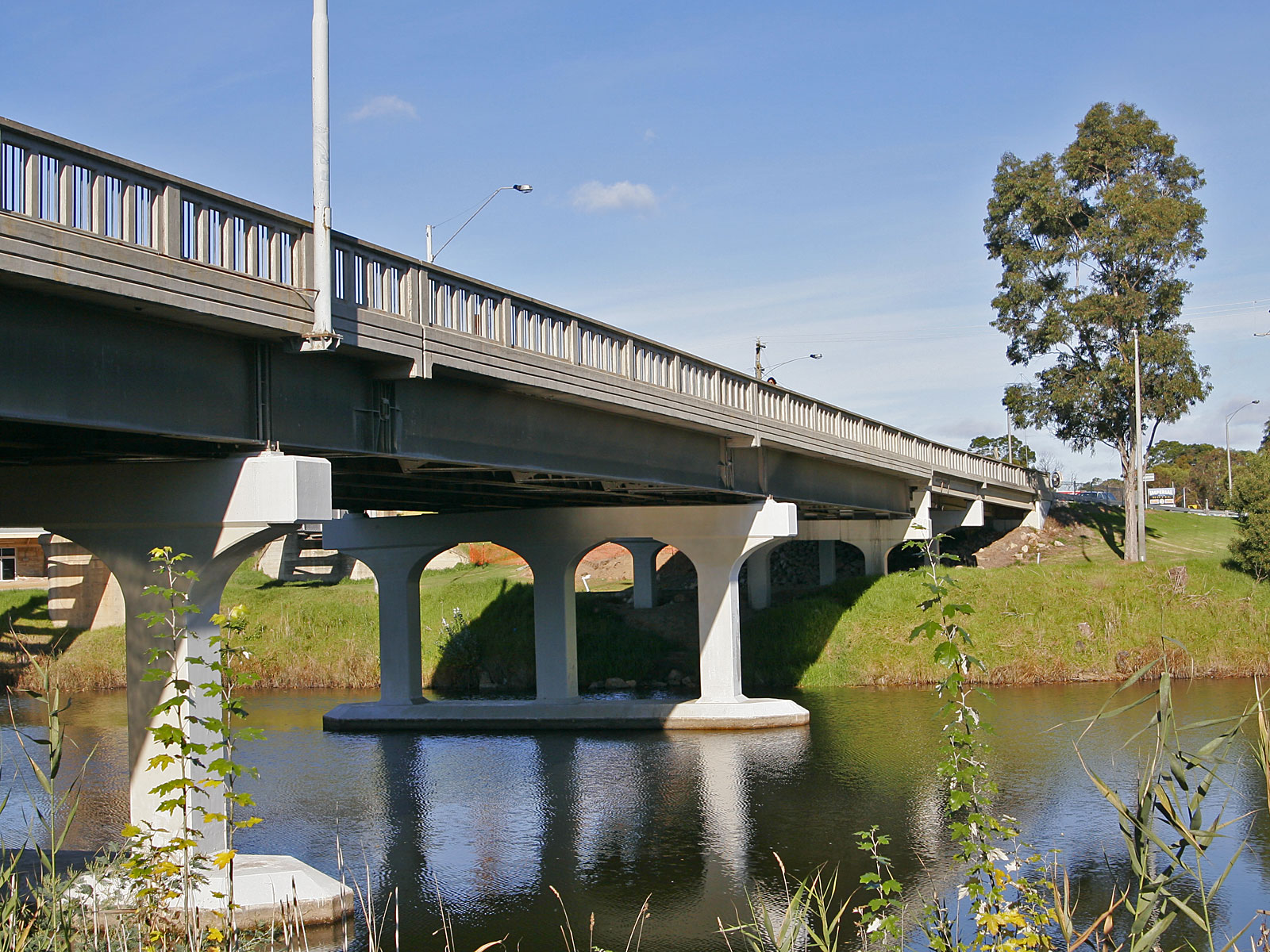
Міст через річку Мітчелл

Через місто проходять автомобільні магістралі А1 та В500. Тут знаходиться залізнична станція Бернсдейл, біля міста є місцевий аеропорт. З міста починається Бернсдейльська веломагістраль.

## Населення
Населення міста становить 11282 особи (2006; 10557 в 2001).

## Соціальна сфера

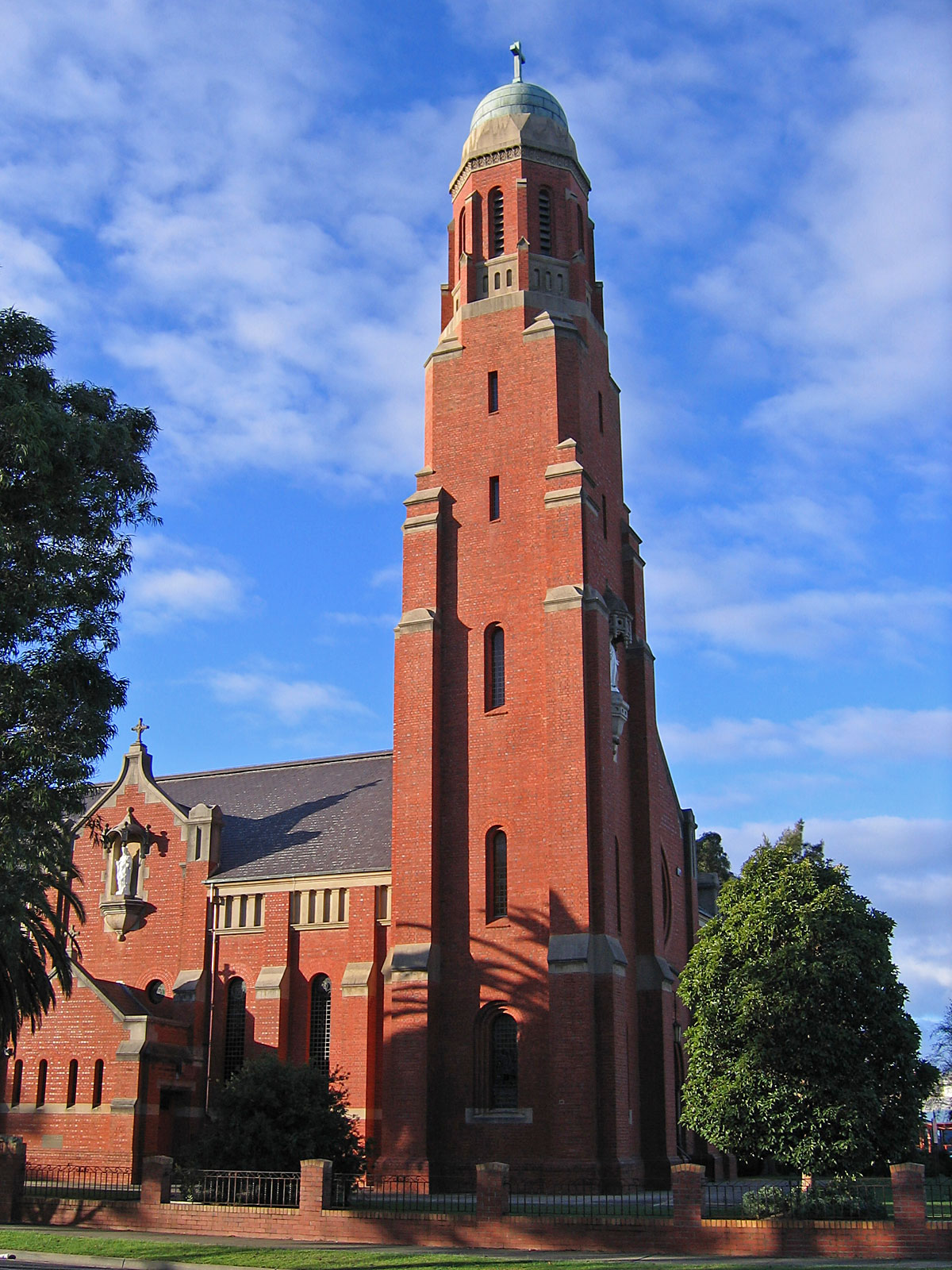
Церква Святої Марії

Найвідомішою архітектурною спорудою міста є римо-католицька церква Святої Марії, яка має високу вежу та фрески, створені італійським художником Франческо Флоріані в період Великої депресії. На центральному бульварі створений сад, який простягнувся на 4 км від річки до західного кінця міста. Він утворений окремими прольотами по 500 м, на ньому збудовано меморіальний комплекс та ротонда (1910).
Заклади освіти міста представлені 2 вищими школами, 2 коледжами, декількома початковими школами та садочками. Також тут знаходиться Східно-Гіпслендський інститут.
В місті виходять 2 місцеві газети Bairnsdale Advertiser та East Gippsland news.
Місто має 3 команди з австралійського футболу — Бернсдейл (або Червононогі), яка виступає в Гіпслендській лізі, та Лакнау і Ві-Юнг, які виступають в Східно-Гіпслендській лізі. Також тут є кінний гоночний клуб (кубок Бернсдейла проводиться в січні), 2 гольфклуби, траса для мотокросу, 2 хокейних поля та 2 хокейні команди (Бернсдейл та Нагл), які виступають в Східно-Гіпслендські хокейній асоціації.

## Відомі люди
В місті народились:
- Камерон Вайт — австралійський крокетист
- Джонатон Кендалл — журналіст

## Галерея

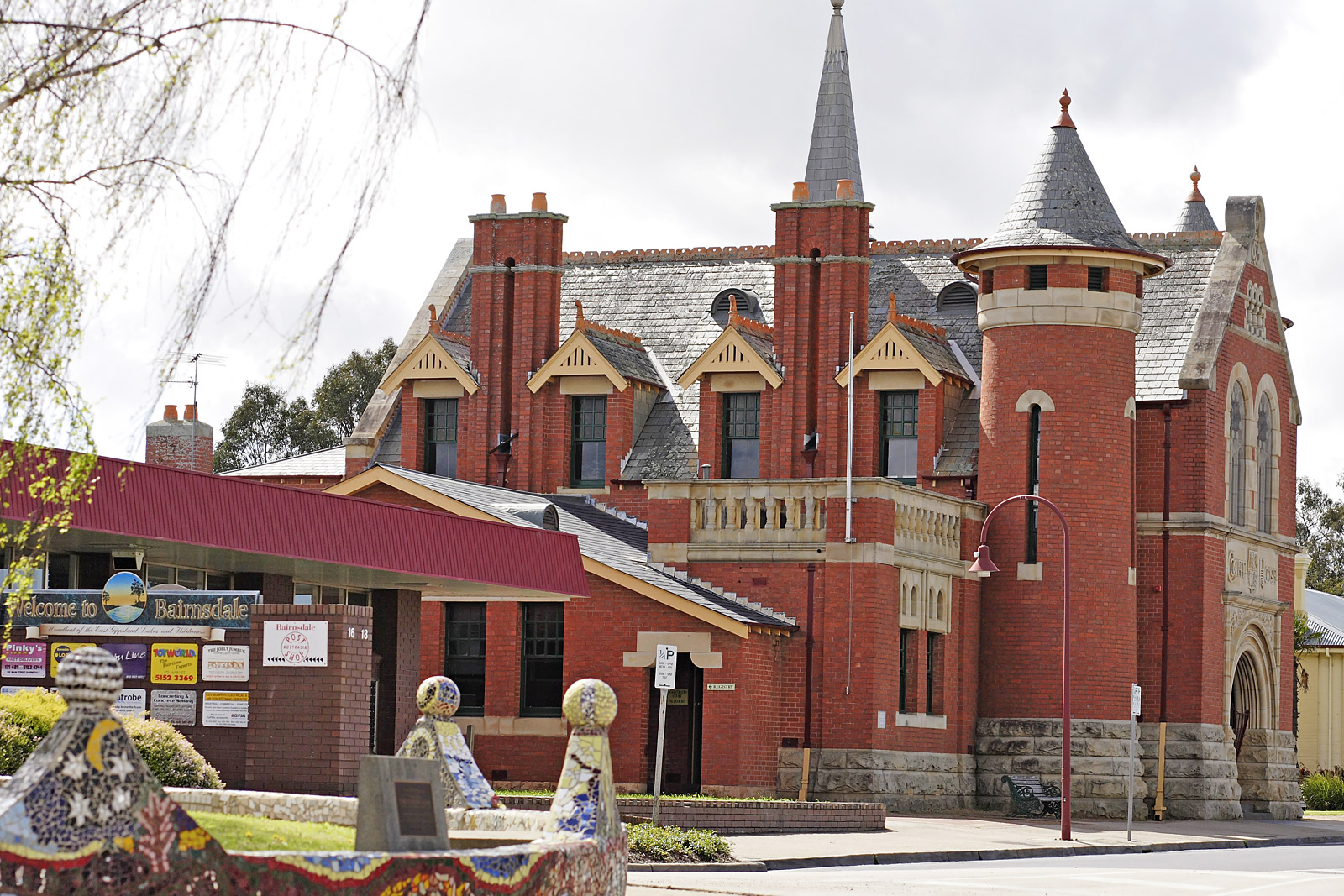
Місцевий суд
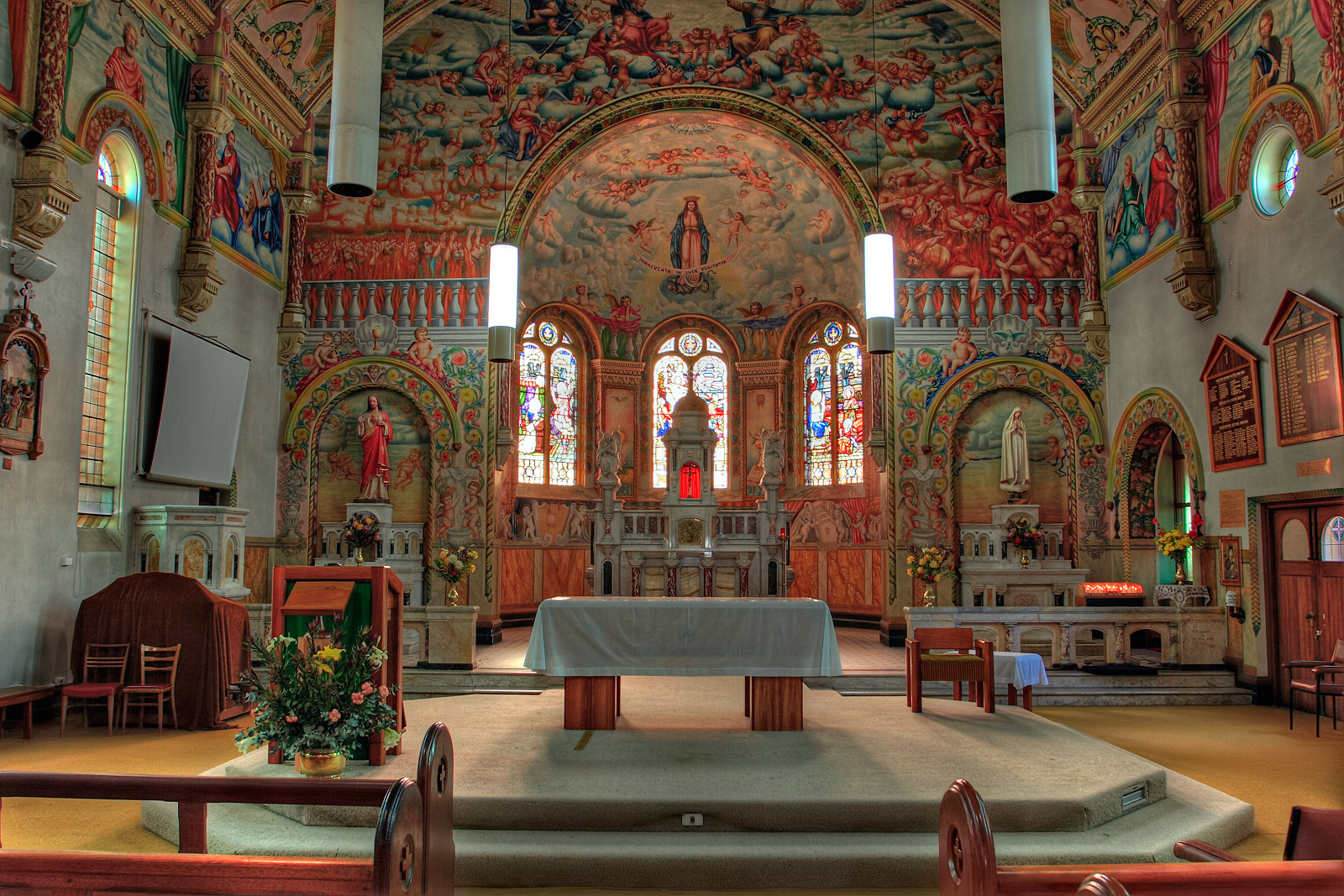
Фрески всередині церкви Святої Марії
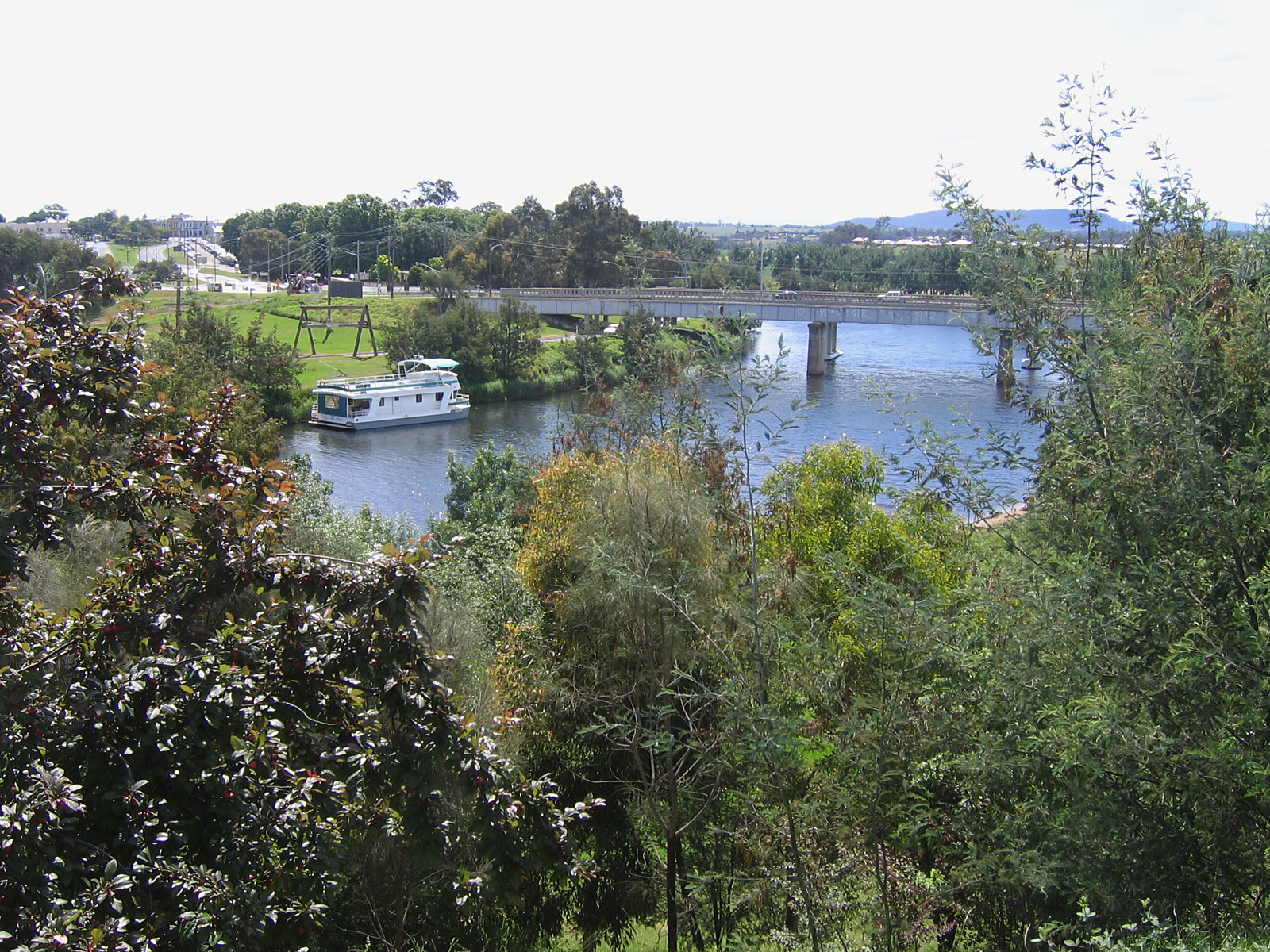
На річці Мітчелл
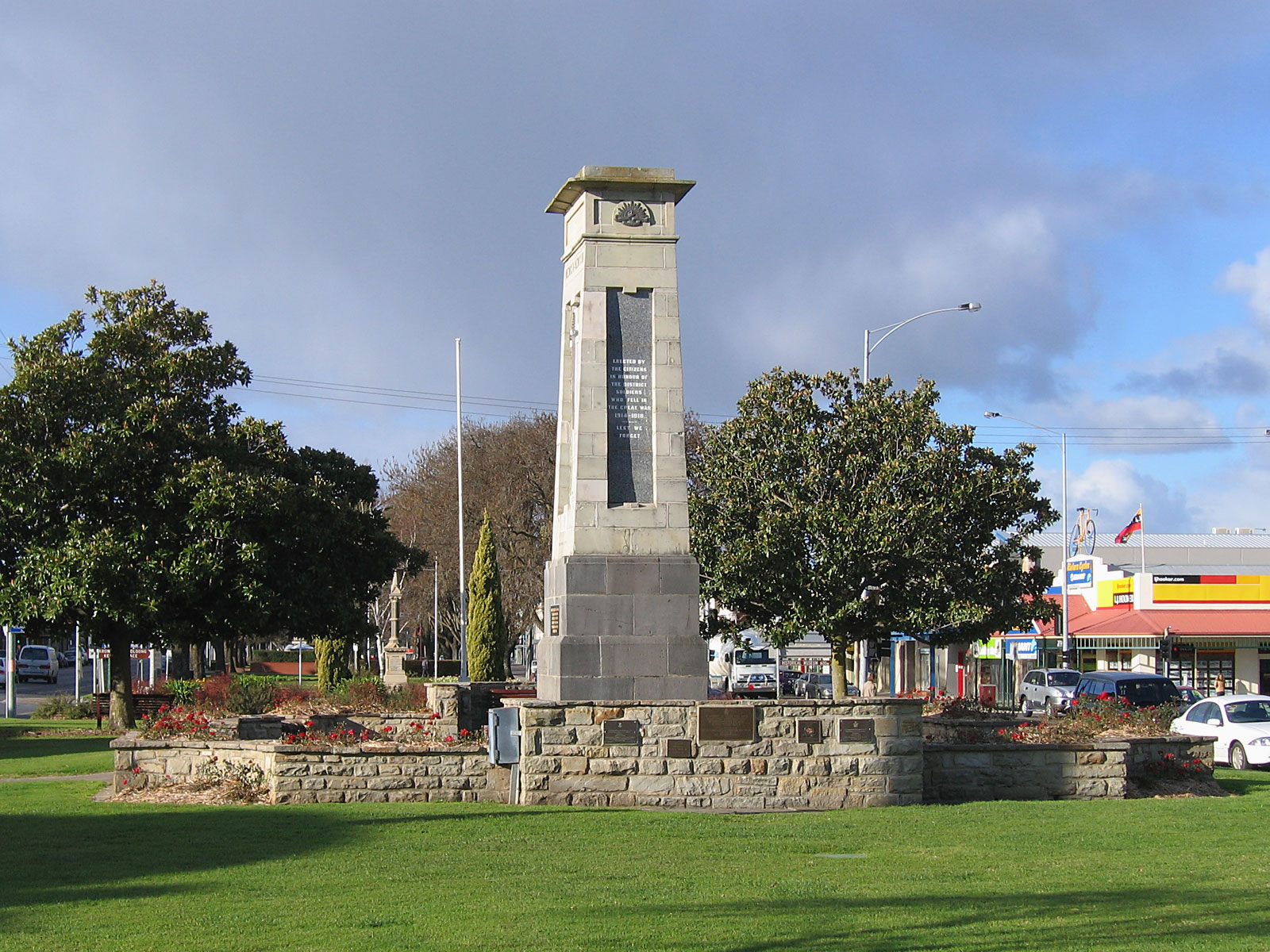
Меморіальний комплекс
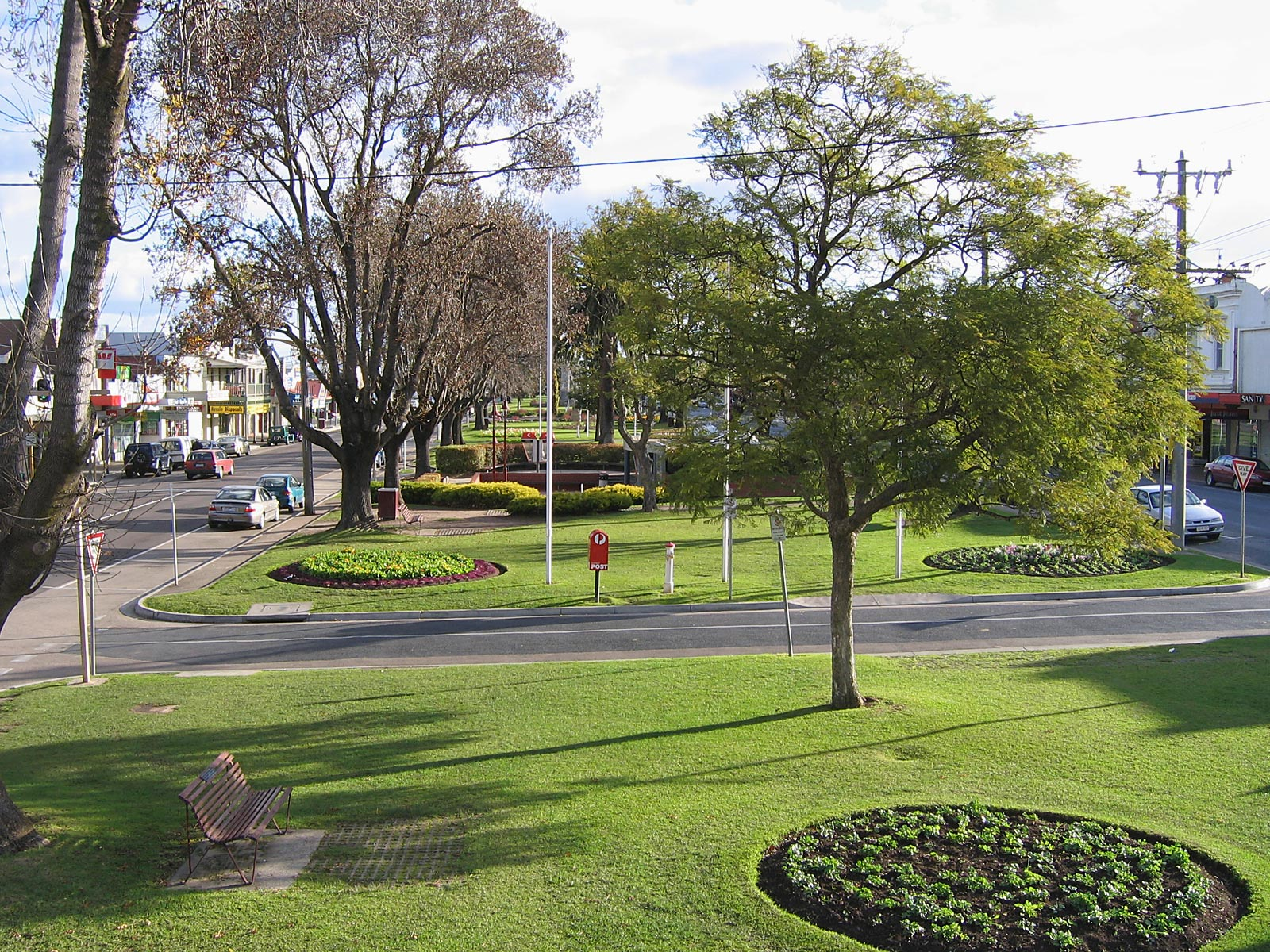
Вигляд на сад з ротонди